# Варгас, Джулия
Джулия Варгас (род. в 1938 году, США, штат Миннесота, Миннеаполис) — американский педагог и специалист по педагогической психологии, профессор Университета Западной Виргинии, писатель. Старшая дочь Б. Ф. Скиннера.
Разрабатывает теорию и методику прикладного анализа поведения.
Является президентом Фонда Скиннера, членом Международного общества бихевиориологии.

## Научная деятельность
Профессиональную деятельность Джулия Варгас начала учительницей начальных классов. Во время работы в школе поняла нехватку научных знаний о поведении, что и подтолкнуло Варгас к изучению и применению в практике прикладного анализа поведения. Основным направлением исследований являются закономерности, связывающие их действия и поведение учеников.
Методологической основой исследований является бихевиоризм, теоретические разработки Б. Ф. Скиннера. Дж. Варгас писала: «То, что начал Скиннер, — это не подход, не точка зрения, не теория, не дисциплина и не сфера деятельности. Это была и есть наука, отличная от психологии в своих зависимых переменных, в системе измерения, в процедурах и в аналитической основе». Она и некоторые её коллеги дали науке Скиннера название — «бихевиориология». Бихевиориология может быть определена, как естественная наука о поведении человека.
В прикладных разработках приводит конкретные примеры методик инклюзивного образования и социализации лиц с ограниченными возможностями здоровья. В исследованиях Дж. Варгас применяется система накопительной оценки достижений, дающая более объективную обратную связь школьникам о результатах их учебной деятельности, что способствует развитию адекватной самооценки и поддержанию/развитию познавательной мотивации у обучающихся.
Она издала книгу «Описание разумных поведенческих целей» в 1973 году и «Поведенческая психология для учителей» в 1977 году. В 1990 году в соавторстве с Б. Стюартом вышла книга «Постановка поведенческих инстинктов у младенцев: руководство для родителей и ухаживающего за детьми персонала». Более поздними изданиями, написанными Варгас, были статьи в Энциклопедии о модификации поведения и когнитивно-поведенческой терапии, книга «Анализ деятельности учащихся. Методология повышения школьной успеваемости» и два тома записок о Б. Ф. Скиннере.